# Aiamonte

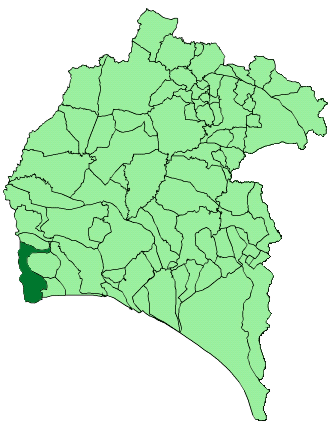
Localização de Aiamonte

Aiamonte (Ayamonte em espanhol) é um município raiano da Espanha na província de Huelva, comunidade autónoma da Andaluzia, de área 142 km² com população de 20540 habitantes (2011) e densidade populacional de 144,6 hab./km².
O município de Aiamonte localiza-se junto à foz do rio Guadiana, a leste dos concelhos portugueses de Castro Marim e Vila Real de Santo António.

## Património
- Castelo de Ayamonte

## Festividades
Entre as festividades de Aiamonte destacam-se as celebrações da Semana Santa e, na primeira semana de Setembro, as tradicionais Fiestas de las Angústias em honra de Nossa Senhora das Angústias, às quais acorrem todos os ayamontinos assim como muitos portugueses. As mesmas festas são acompanhadas pela Banda Ciudad de Ayamonte em conjunto com a banda portuguesa da Sociedade Filarmónica Progresso e Labor Samouquense, da freguesia do Samouco.

## Demografia

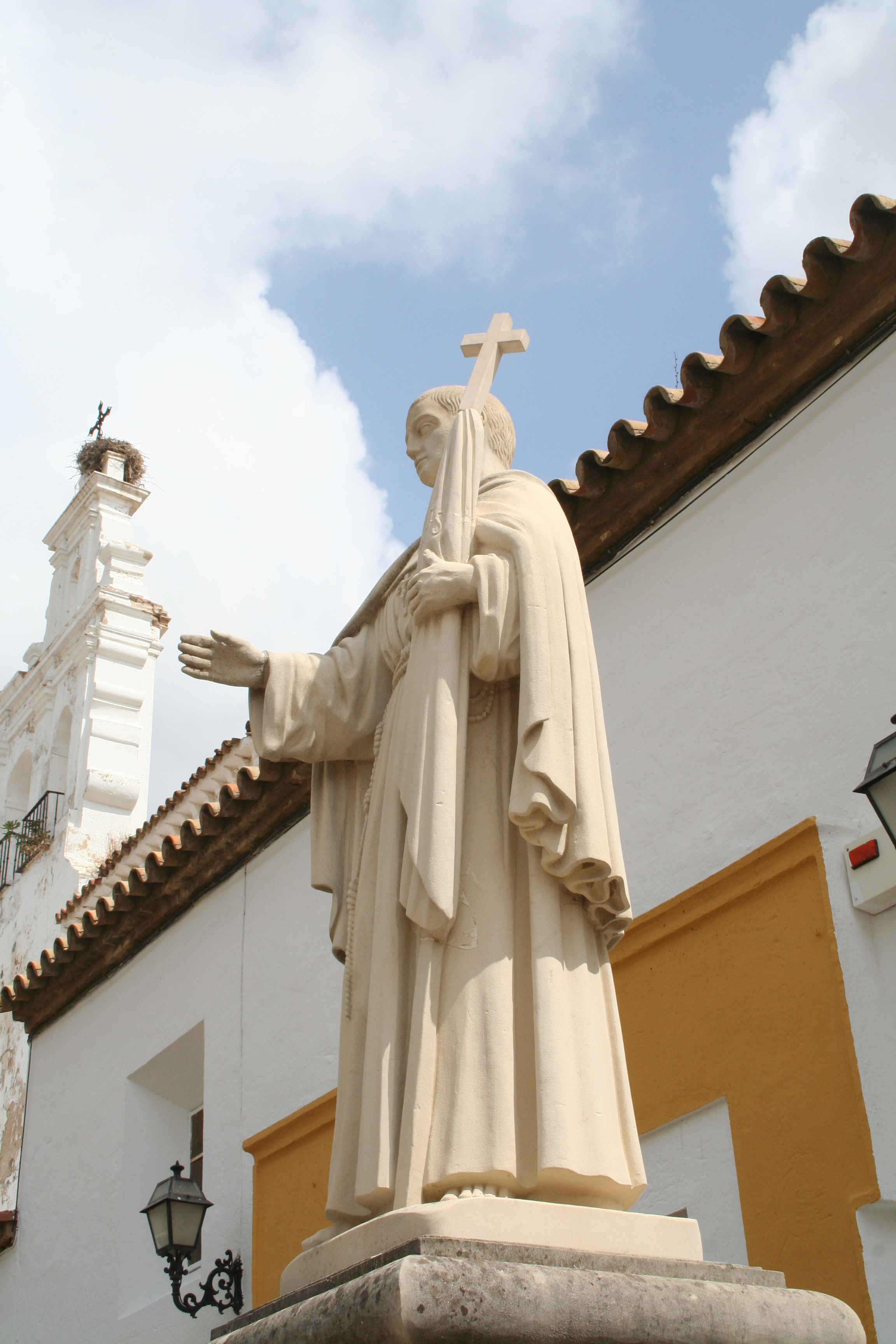
Monumento para Vicente Ramírez devoto. Obra de León Ortega

| Variação demográfica do município entre 1991 e 2004 | Variação demográfica do município entre 1991 e 2004 | Variação demográfica do município entre 1991 e 2004 | Variação demográfica do município entre 1991 e 2004 |
| --------------------------------------------------- | --------------------------------------------------- | --------------------------------------------------- | --------------------------------------------------- |
| 1991                                                | 1996                                                | 2001                                                | 2004                                                |
| 15082                                               | 17566                                               | 16604                                               | 17623                                               |